# تاش‌توگای
تاش‌توگای (انگلیسی: Tashtugay) یک شهرک در شهرستان خایبولینسکی استان باشقیرستان کشور روسیه است.